# みんなの党
みんなの党（みんなのとう、英語: Your Party）は、かつて存在した日本の政党。略称はみんな。2009年（平成21年）8月に渡辺喜美らが結成、2014年（平成26年）11月に解散した。
なお、上記の解散後に渡辺が設立した政治団体については、本項の「#みんなの党 (政治団体)」を参照。
また、2019年（令和元年）7月に「NHKから国民を守る党」の立花孝志と渡辺喜美が結成した参議院の院内会派については、本項の「#みんなの党 (会派)」を参照。

## 概要

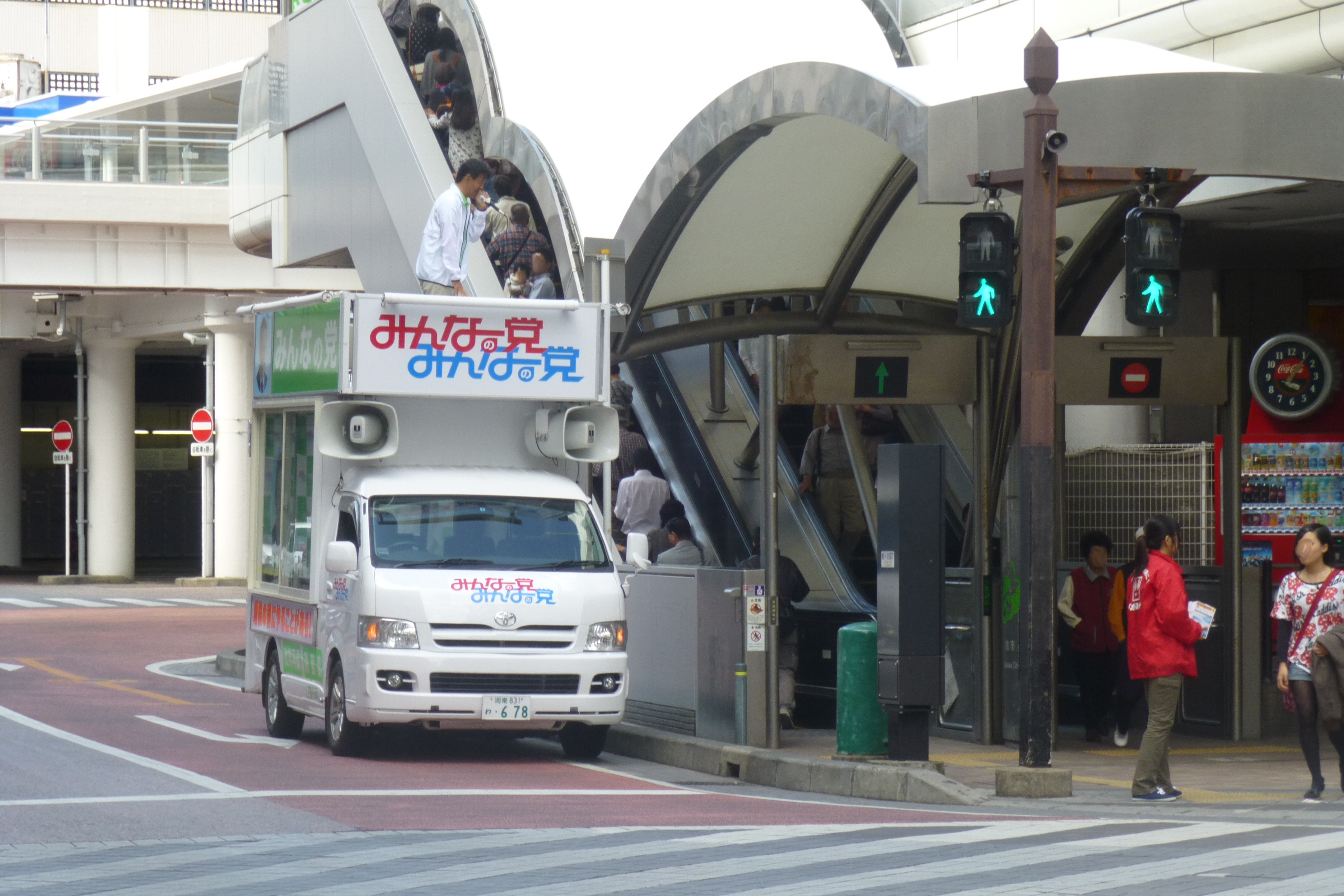
みんなの党の遊説車

渡辺喜美・江田憲司両衆議院議員らが2009年（平成21年）2月に立ち上げた「国民運動体 日本の夜明け」を前身として、同年8月8日に自由民主党・民主党を離党した3議員を加えて結成された。なお「日本の夜明け」はその後も2010年頃まで別個の組織として活動していたが、現在は活動を停止し、公式サイトも削除されている。
党名候補として渡辺は「絆」を提案したが、江田憲司は「みんなの党」を提案した。これは、サザンオールスターズの楽曲「みんなのうた」を参考にしたとされる。結局、当時の党所属国会議員5人による3対2の多数決で政党名は「みんなの党」に決定した。江田・浅尾慶一郎・広津素子が「みんなの党」、渡辺・山内康一が「絆」を主張した。名前こそ「みんなの党」と決まったものの、実際はその逆で、浅尾慶一郎と対立した際は「私が創業者だ」と主張するなど渡辺のオーナー意識は非常に強かった。その為「私の党」「オレの党」「渡辺党」などと揶揄される場面もあった。
結党の精神として「脱官僚」・「地域主権」・「生活重視」を掲げた。また、基本政策として小さな政府の構築・地域主権型道州制への移行・日米同盟を基軸とした戦略的外交などを主張している。なお選挙公約や政策課題のことを「アジェンダ」と呼んでおり、他の政党や政治団体とは党の「アジェンダ」が一致する範囲で連携・協力するとしている。
2013年（平成25年）の第23回参院選直後には衆参両院に合計36名の国会議員を擁していたが、第2次安倍内閣への接近姿勢を強める渡辺代表と、野党再編による自民党との対決路線を志向する江田幹事長との間で対立が生じ、江田派の16名が集団離党し結いの党を結成。その後、渡辺は政治資金問題で代表を引責辞任するものの、後任の代表となった浅尾慶一郎とも対立。挙党一致体制を確立できないまま、第47回総選挙直前の2014年11月19日に開催された両院議員総会で浅尾代表が解党を決定し、同月28日正式に解党した。

## 党史

### 結党
渡辺は記者会見で、「官僚依存の自民党、労組依存の民主党とは違い、真の改革ができるのがみんなの党である」と訴え、政界再編の動きを見越して党を立ち上げたことを明らかにした。同党には、渡辺の他、初当選以来無所属で活動してきた江田憲司、自民党から山内康一、広津素子の4人の前衆院議員、民主党から浅尾慶一郎参議院議員が参加した。
結党宣言（抜粋）

### 第45回衆院選以後
第45回衆議院議員総選挙に向けて13人の公認および2人の推薦、国家公務員10万人削減などの公務員制度改革を柱としたマニフェスト（政権公約）を発表した。比例ブロックでは東北・北関東・東京・南関東・東海・近畿・九州の7ブロックに擁立した（北海道・北陸信越・中国・四国には擁立しなかった）。
選挙の結果、小選挙区2人・比例3人が当選し、政党要件を維持した。比例区では7ブロックの得票数だけで全11ブロックに擁立した既存政党である社会民主党に迫る得票数を獲得、南関東・北関東ブロックでは日本共産党を上回る得票数を得た。ところが、比例近畿ブロックと比例東海ブロックでは、比例単独候補であれば各ブロック1議席で計2議席獲得のはずだったが、小選挙区との重複立候補者の得票率が供託金没収点に満たず、下位の比例単独候補がいなかったため比例当選資格のある候補が存在しなくなり、2議席分は他党に配分された。現職国会議員1人が落選し、新人1人が当選した。
2009年（平成21年）9月16日の第172回国会で行われた首班指名では党として鳩山由紀夫に投票している。9月17日に民主党が賄賂罪で実刑判決を受けて上告中の鈴木宗男を外務委員長に選出する内定人事が出た際、外務委員長選出において議長一任の動議に反対した。
同年12月1日、無所属だった川田龍平が入党した。
結党当初から「みんなの党は（政界再編の）触媒政党」「政界再編を究極の目標」とし、党の存続にはこだわらない方針であったが、鳩山内閣発足後、「政治とカネ」の問題で躓き支持率を落としつつあった民主党や野党転落後も支持を回復できない自民党の受け皿として徐々に注目されるようになる。2010年（平成22年）2月の毎日新聞の世論調査では公明党の5 %を上回る6 %を獲得、支持率だけでは「野党第2党」となった。
みんなの政治塾・みんなのセミナーを開講。第1期卒業生の中から議員を誕生させる。

### 第22回参院選以後
第22回参議院議員通常選挙に向けて選挙区21人・比例区23人の44人を公認、みんなの党アジェンダ2010成長戦略を発表した。
選挙の結果選挙区3人・比例区7人が当選した。選挙での獲得議席数、比例での得票数は公明党を上回り、改選第3党となった。さらには院内交渉団体として、参議院本会議の代表質問権、予算を伴わない法案の参議院への提出、参議院における議院運営委員会理事や予算委員会理事の輩出ができるようになった。
2011年（平成23年）1月29日、結党以来初の党大会、みんなの党大会アジェンダ2011を東京都のホテルニューオータニで開催し、参加者を国会議員、地方議員、候補予定者等にしぼり約500名が参加した。オープニングは日章旗に君が代斉唱で始まる。
同年2月9日、2010年参院選後に初めて行われた党首討論において、院内交渉団体の資格を得たことを理由に討論への参加を希望したが、党首の渡辺が国会議員として国家基本政策委員会に所属していないことを理由に参加を拒否された。2012年4月、自民党と所属委員会を交換することで党首の渡辺が国会議員として国家基本政策委員会に所属することに全会派で合意したためで党首討論に参加できるようになった。
2011年に行われた統一地方選挙では道府県に103名・政令指定都市に64名を擁立し、道府県は41名・政令指定都市は40名が当選している。神奈川県知事選挙では露木順一を神奈川ネットワーク運動・ネットワーク横浜とともに推薦したが落選。三重県知事選挙では自民党とともに推薦した鈴木英敬が当選した。市区町村では187名を擁立し、市議は85名、区議は51名、町議は6名を当選させている。また、推薦候補の当選者は24名である。その中には大阪維新の会の推薦も含んでいる。
第177回国会では、法案を積極的に提出し、29本提出している。予算編成組み換え、東日本大震災の復興、原子力発電に対する国民投票等のエネルギー改革、公務員改革、政治主導改革、日銀改革等を訴えた。
衆議院議員選挙制度改革案、一人一票比例代表制（ブロック単位）・定数180減の300・自署式投票方式からチェックシート投票方式への変更等、投票様式の見直し・ネット選挙の解禁（ネット上での選挙活動の解禁、配布物への証紙制度の廃止）選挙費用の適正化（選挙管理委員会によるポスター貼付後の掲示板設置等）・ネット投票（インターネットで投票が可能となるシステムの構築）の実現に向けての検討を発表した。
同年10月29日以降、一人一票実現国民会議の意見広告に、一人一票比例代表制（ブロック単位）が取り上げられた。
大阪府知事選挙・大阪市長選挙に、勝手連として組織を挙げて大阪維新の会を応援し、渡辺代表も5回に渡り応援に駆けつけ松井一郎が大阪府知事選挙に、橋下徹が大阪市長選挙に、それぞれ当選をした。その後、大阪維新の会の教育基本条例案に関連した質問主意書を代表の渡辺が提出大阪都構想に関連した地方自治法の改正案を、大阪維新の会と共同で作成するなど連携を深めている。また、茨木市議会では統一会派（維新の会・みんなの茨木）を組んでいる。茨木市長選挙に向けて、維新の会とみんなの党の統一候補擁立を目指している。
アジェンダ2012・2012年運動方針を発表。衆議院議員総選挙に100名以上の候補の擁立や参議院議員通常選挙・東京都議会議員選挙の準備の加速させている。また、2012年4月8日の茨木市長選挙では大阪維新の会いばらき支部、みんなの党府第9区支部推薦の木本保平が他3人の新人候補を破って当選した。
2012年（平成24年）9月11日、大阪維新の会を母体として結成される日本維新の会に合流する国会議員が現れ、上野宏史・桜内文城参議院議員が離党届を、小熊慎司が除籍届をそれぞれ提出した。3人の参議院議員が比例選出国会議員であることからみんなの党は「新比例選出議員が任期半ばを迎える前に離党し、その議席を新たに結成される政党の議席とする行為は、わが党支持者は言うまでもなく、社会一般の倫理観からも容認できない」と批判して議員辞職を勧告した。9月25日、上野・桜内参議院議員の離党届が受理された。だが、離党議員の参議院会派からの離脱を認めると参議院本会議の代表質問権、参議院における議院運営委員会理事や予算委員会理事の輩出などの院内交渉団体資格が無くなるため、離党議員の参議院会派からの離脱は認めておらず離党議員即時辞職による落選候補繰り上げ当選を要求しており、みんなの党と日本維新の会の関係が感情的な対立も入って悪化している。また、予算を伴わない法案の参議院への単独提出は離党議員3人が賛成拒否をすれば不可能となった。
同年9月28日、任期満了に伴う代表選挙を初めて両院議員総会で施行した。他に候補者が出馬せず、全会一致で渡辺喜美が再選した。同年10月16日、杉本和巳が入党した。

### 第46回衆院選以後
2012年（平成24年）11月14日の野田佳彦内閣総理大臣の衆議院解散表明以降、第三極の結集をする動きが加速した。みんなの党は日本維新の会とは政調会長同士で政策協定を結び、競合していない選挙区では相互に選挙協力をし、石原慎太郎前東京都知事が率いる太陽の党（旧たちあがれ日本）とは都知事選挙と都議補選について選挙協力について仮提携をした。後に、日本維新の会が太陽の党と合併し、みんなの党とも合流を呼びかけたが、みんなの党は合流後の日本維新の会がたちあがれ日本色が強くなったことに難色を示した。さらに、当初はみんなの党は「選挙区について関東はみんなの党、畿内は日本維新の会で棲み分けをする」ことを想定していたが、日本維新の会がみんなの党がすでに擁立を表明している選挙区でも次々と候補者を擁立したことから態度を硬化させた。最終的に日本維新の会との合流を断念し、競合していない選挙区では相互に選挙協力をするが、競合している28の選挙区では対立することになった。そのため、東京2区・東京5区・東京6区・長野3区ではみんなの党公認候補と日本維新の会公認の候補の得票数の合計では当選した他党公認候補の得票数を上回るにもかかわらず共倒れする結果となった。また、小沢一郎らの国民の生活が第一を中心として結党された日本未来の党については「アジェンダが一致すれば協力する」としていたが、競合している選挙区ではやはり対立することになった。
同年11月16日の衆議院解散（近いうち解散）以降、民主党を除籍された富岡芳忠と、民主党を離党し減税日本の会派に加わっていた無所属の平智之が入党を表明した。
党を離れた参議院議員3名（上野宏史・桜内文城・小熊慎司）の衆院選出馬により、真山勇一・藤巻幸夫・山田太郎が、繰り上げ当選した。これで参議院は11名に戻り、予算を伴わない法案の参議院への単独提出を含む院内交渉団体資格を回復した。
第46回衆議院議員総選挙に向けて69人の公認および1人の推薦、アジェンダ（政権公約）2012を発表した。日本維新の会とは一部の候補について相互推薦を行った。比例ブロックでは、初めて全ブロックに候補を擁立した。
同年12月16日に投開票され、小選挙区4人・比例14人の合計18人が当選し、選挙前の8議席から倍増した。特に比例代表の得票が伸び、東北・北陸信越・東海・近畿・九州の比例ブロックで初めて議席を獲得し（北海道・中国・四国では議席を獲得出来ず）、北関東・南関東・東京ブロックで議席を増やした。南関東・東京ブロックでは公明党を上回る得票数を得た。前職国会議員2人が落選し、新人12人が当選した。
2013年（平成25年）1月23日、民主党を離党した米長晴信が会派に入会し、2月26日に入党した。また、同年3月13日にみどりの風から行田邦子が入党した。
同年5月21日、日本維新の会との協力関係を解消することを発表。ただし、日本維新の会がみんなの党を支援することについては拒否しない考えを示した。関係修復の条件について政調会長の浅尾は最低限でも「太平洋戦争は日本の侵略であることを党として認めること」としているが、維新の会は「歴史の見解に関しては歴史家に任せる」として応じない姿勢を見せている。

### 第23回参院選以後
2013年7月の第23回参議院議員通常選挙では8議席（選挙区4議席、比例区4議席）を獲得し、改選議席数を上回ったものの、比例区の得票数は協力関係を解消した日本維新の会の得票約635万票（得票率11.94%）には及ばず475万票（8.93%）に留まり、また第22回参議院議員通常選挙で獲得した10議席（選挙区3議席、比例区7議席）、比例区の得票数794万票（13.59%）を下回った。選挙区では維新との選挙協力の解消に伴って双方が候補を擁立し、結果茨城県選挙区・千葉県選挙区・東京都選挙区・福岡県選挙区など共倒れとなる選挙区が相次いだ、その一方で神奈川県選挙区・愛知県選挙区では公認候補が維新候補を下して当選し、維新が候補を擁立しなかった宮城県選挙区・埼玉県選挙区では民主党の現職候補者を下すなど善戦。特に宮城県選挙区についてはみんなの党初となる二人区での議席獲得であった。みんな・維新両党の獲得議席及び比例区の得票数の合計は野党第1党の民主党を超えた。2013年8月、福岡県選挙区から出馬したみんなの党の元候補が、立候補届出前の6月、福岡市博多区で選挙運動員の男性3名に対し報酬の支払いを約束したとして、公職選挙法違反（買収約束など）の容疑で福岡県警察に逮捕された。逮捕された元候補は2012年12月の衆院選において福岡7区からみんなの党公認で立候補し落選。2013年7月の参院選では当初選挙区からの立候補予定はなく、みんなの党比例代表候補に内定していたが、日本維新の会との協力関係解消により、維新が候補者を擁立した福岡県選挙区から立候補した。

### 党運営・野党再編を巡る党内対立の激化
第23回参議院議員選挙（7月21日投開票）の結果を受け、衆参合わせて計36名の国会議員を擁する勢力となったが、党代表である渡辺と幹事長である江田との間では、党運営、野党再編などを巡っての路線対立が鮮明化し、特に参院選投開票日当日に江田が、日本維新の会・国会議員団幹事長である松野頼久らと独断で会談を行った事で渡辺との関係が急速に悪化。8月7日に行われた両院議員総会において、渡辺が江田の幹事長解任を提議。反対意見もある中で江田は幹事長を更迭され、代わって浅尾慶一郎が幹事長に、浅尾に代わる政調会長に水野賢一が就任した。その後、同月23日には柿沢未途が、渡辺から事実上の離党勧告を受け離党届を提出、受理された。柿沢は以前は政調会長代理であったが、江田の幹事長更迭と同様に解任されていた。
東京都議会でも、2013年6月に行われた2013年東京都議会議員選挙でみんなの党は1議席から7議席へと大幅に議席を増やし、同年7月23日、都議会事務局に「都議会みんなの党」（7議席、野上幸絵代表）として会派結成届を提出したものの、その後都議会会派幹事長人事を巡り所属議員が対立、同年7月25日、都議任期開始3日目にして会派分裂となった。「都議会みんなの党」は野上幸絵代表ら江田・柿沢に近い都議が主導権を握り、両角穣都議ら渡辺派4議員の会派離脱を発表、一方4議員は「会派離脱を了承した事実はない。離脱させられた」と反発、分裂に至る経緯についても両者の主張が食い違った。同日夜、4議員は「みんなの党」（4議席、両角穣代表）として会派結成届を提出。同年8月以降、東京都議会にはみんなの党の会派が2つ存在する状態となった。また野上代表は都議会日本維新の会（2議席）から統一会派結成の申し出を受けたが、みんなの党側の会派分裂もあり、「現状は白紙」と述べるに留まった。

### 江田グループの集団離党、分裂へ

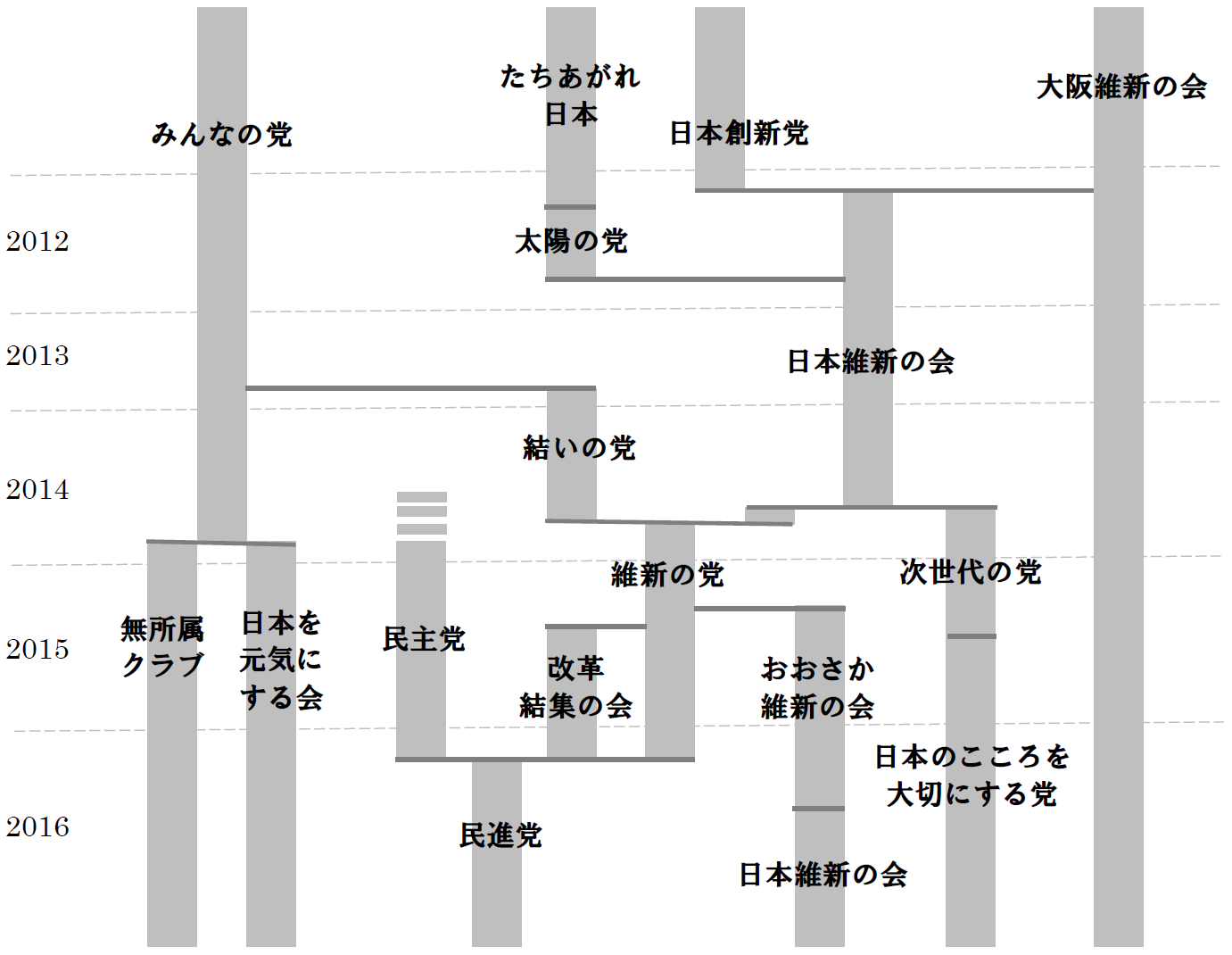
2010年代の第三極の離合集散

2013年11月に入ると、特定秘密保護法案の賛否を巡って、代表の渡辺が最終的に与党側との修正協議に応じ、賛成の方針に回ったことから一部議員が反発、井出庸生、林宙紀らが反対、江田も採決を前に退席 するなど党内が混乱。12月8日、江田は講演において、特定秘密保護法の修正協議で、渡辺が与党寄りに傾いたことに対し「党内議論は2時間弱で強引に取りまとめた。みんなの党は結党の原点を失った」と主張して離党を表明。江田のほか林、井出、青柳陽一郎、椎名毅、小池政就、井坂信彦、畠中光成、小野次郎、川田龍平、寺田典城、藤巻幸夫、真山勇一、柴田巧の衆参議員14名が、同月9日に離党届を提出し、みんなの党は名実ともに分裂することになった。党として、江田については離党届を受理せず除名（除籍）処分とし、比例代表で当選した衆参議員13名の会派離脱を認めず、議員辞職を求める構えを見せている。
江田ら離党組は、先に離党した柿沢を加えた衆参議員15名で同月18日に新党・結いの党を結党した。なお、毎月一日の会派所属議員数に応じて支払われる立法事務費の離党者分は、引き続きみんなの党が受領している（除名した江田を除く13名分、月額845万円）。なお2014年1月23日に結いの党に移籍した議員のうち、衆議院議員7人の離党届を受理した。しかしその後結いの党へと移った藤巻幸夫が死亡したため、第22回参議院議員通常選挙の比例名簿から田中茂が繰り上げ当選となり、1議席を回復した。また既に会派分裂に至っていた東京都議会では、2013年12月、「都議会みんなの党」の3名が結いの党結成に参加。2014年1月、会派名称を「都議会結いの党」（野上代表）に変更することを届け出た。また同月、江田が結いの党と日本維新の会の合流を視野に入れた両党間の政策協議を開始したい意向を表明したことを受け、「白紙」としていた都議会日本維新の会からの統一会派結成の申し出を受諾。同年2月、統一会派「都議会結いと維新」（5議席、野上代表）を結成した。一方渡辺派の「みんなの党」（両角代表）は都議会唯一のみんなの党の会派となったため、同年3月、会派名を「みんなの党Tokyo」と改称した。

### 第2次安倍内閣への接近
結いの党の離脱後はさらに第2次安倍内閣への接近姿勢が強まり、政権運営への協力を期待する安倍内閣の側からもみんなの党に対して秋波を送るようになっていった。
2014年2月23日に開催された党大会で渡辺代表はみんなの党を保守政党と位置付けた上で、憲法解釈変更による集団的自衛権の行使容認など安倍政権の経済・安全保障政策に協力する姿勢を示した。これに対して安倍晋三内閣総理大臣は党大会に「責任政党として共に政治を引っ張ってまいりましょう」との祝電を寄せ連携への期待感を示したほか、翌月の参議院予算委員会では「（みんなの党は）責任野党として建設的な提言をしている」と評するなど、同党に対する好意的な姿勢を明らかにした。
また党大会に先立って執行された東京都知事選挙では、野党各党や野党議員らが宇都宮健児・細川護熙・田母神俊雄の3候補のいずれかを推したのに対し、みんなの党は自主投票を決定。渡辺代表は投票先に関する個人的な見解として、自民・公明両党が推薦する舛添要一の名前を第一候補として挙げた。
さらに従軍慰安婦問題を巡る籾井勝人会長の発言などを理由に民主党・日本維新の会・日本共産党など野党各党がNHKの2014年度予算案に反対票を投じる中、みんなの党は主要野党の中で唯一賛成票を投じた。

### 渡辺体制の終焉
2014年3月、渡辺喜美代表が化粧品会社DHC会長の吉田嘉明から第22回参院選直前に3億円、第46回総選挙直前に5億円を借り入れていたことが発覚。この借り入れは政治資金収支報告書に記載されておらず、公職選挙法や政治資金規正法に違反しているのではないかとの疑惑が浮上した。
渡辺代表は当初「私的な借り入れであり問題はない」との見解を示していたが、党内からは代表辞任を求める声が相次ぎ、佐藤正夫・和田政宗両議員が代表辞任を求める記者会見を開くなど混乱が続いた。そのため4月7日に渡辺代表が改めて記者会見を開き、借り入れは自身ではなく党の選挙費用に充てたものであるから法的に問題はないと釈明した上で、騒動の責任を取るとして代表を辞任することを表明した。当面は浅尾慶一郎幹事長が代表職を代行し、同月11日に党所属議員による代表選挙を実施する運びとなったが、浅尾以外に立候補者が現れなかったため無投票で浅尾が新代表に選任された。また幹事長に水野賢一政調会長、政調会長に中西健治政調会長代理がそれぞれ昇格した。
安倍内閣ではみんなの党との連携を重視してきたこともあり、菅義偉内閣官房長官は渡辺に対する強い批判は避けた上で、今後も同党との協力関係を維持していく意向を強調した。浅尾新代表も野党再編からは距離を置き、安倍内閣への協力姿勢を見せてきた渡辺前代表の路線を継承することを表明した。初代代表である渡辺の借入金問題はみんなの党の支持率低下の大きな一因となった。

### 更なる路線対立と相次ぐ離党
その後結いの党・日本維新の会の合併構想やこれに伴う維新の分裂が引き金となり、みんなの党内部でも新勢力との合流を図ろうとする動きが広まった。6月20日には江口克彦最高顧問が離党届を提出し、7月2日に承認された。江口は松沢成文・和田政宗らと共に次世代の党のメンバーが立ち上げた「自主憲法研究会」に参加しており、8月26日付で正式に次世代の党に入党した。他方で大熊利昭ら数人は結いの党・維新の会の合併後新党への合流を模索、執行部は「このままでは草刈り場になる」と危機感を募らせた。
また第2次安倍内閣への対応を巡り、与党寄りの姿勢を鮮明にする渡辺前代表と一定の距離を保とうとする浅尾代表の路線対立が激化し、9月には渡辺の方針に異議を唱えた浅尾に対して渡辺が代表辞任を要求。同月16日の直接会談でも互いの離党を促し合うなど溝は埋まらず、17日の役員会で渡辺が推す与党寄り路線の是非が採決にかけられ、反対多数で否決された。しかし渡辺は両院議員総会での採決を要求し、同月27日の総会では浅尾側が譲歩する形で「与党入りも選択肢として排除しない」ことを決定。党の再分裂は回避したものの、与党の譲歩は望み薄と見る浅尾側と野党再編を非現実的と主張する渡辺側の対立はそのまま残された。
なお同月11日には結いの党・維新の会の合併後新党（維新の党）への参加を理由に大熊が離党届を提出し、10月14日に承認された。

### 解党
2014年11月に入って解散政局となり、第47回衆議院議員総選挙（投票日は2014年12月14日）が間近に迫るようになった。今度は浅尾代表や山内議員らが、党内の意見集約を経ずに民主党への擦り寄り、合流を画策。それを強引に進めようとして党内の猛反発を受け、党内が収拾がつかぬほどに紛糾。やむなく参議院議員数名が解党を求めた(松田公太ブログ)。2014年11月17日浅尾代表はこれを一旦拒否した(渡辺前代表も解党に反対)が、翌18日、党内の路線対立を受けて「党の体制がまとまって政界再編に動けないのであれば、解党はやむを得ない」と考えてみんなの党を解党する意向を固め、11月19日午後に両院議員総会を開催して解党の是非を問う採決を渡辺元代表の「みんなの党抹殺事件だ」などとの怒号が飛び交うなか行い、出席者20人中13人が解党に賛成したことによりみんなの党は11月28日をもって解党することを決した。両院議員総会終了後、浅尾は「所属の国会議員や地方議員、党職員など、多くの支援者たちの期待に応えられず申し訳ない。『与党補完勢力』との間で埋めがたい溝があった」と、党内対立が解党に至った要因であることを説明し、同日解散した。残余政党交付金は分けることなく、国庫に返納することもこの時決められた。2015年9月に党職員の退職金などを支払った上で残額となった約8億2600万円を国庫に返すことが判明した。また、解党の際に国政選挙の比例名簿は取り下げられた（そのため、2019年4月に2013年比例区で当選した渡辺美知太郎が那須塩原市長選への鞍替えのために辞職した際に比例名簿次点だった河合純一は繰り上げ当選とはならずに2019年7月まで欠員となった。また、2013年比例区で当選した井上義行が2019年参院選の比例区で自民党から立候補するために同年6月に辞職した際も、欠員は補充されなかった）。
解党により、同年11月16日投開票の千葉県松戸市議会議員選挙がみんなの党として公認候補を擁立した最後の選挙となった（同市議選には現職1名と新人3名を擁立。新人1名が当選するも現職1名と新人2名は落選した）。
なお、解党時に同党に所属していた参議院議員10人のうち、4人が参議院会派「無所属クラブ」、6人が参議院会派「日本を元気にする会」を結成した。
2015年11月13日、同党に所属していた参議院議員の行田邦子が埼玉県選挙管理委員会に政治団体「みんなの党」の設立を届け出た。行田が代表を務め、国政政党としての復帰を目指し当面は一人で活動すると表明していたものの。なお、この届け出に関して行田は渡辺喜美元代表から了承を得たと発表した、わずか1か月後の2015年12月10日に行田がみんなの党復活を断念したことを発表した。2017年9月、行田は希望の党の結党に参加した。
2019年1月、渡辺は第19回統一地方選挙に向けて、政治団体としてみんなの党を復活させ、候補者を擁立する考えを表明した。

## 政策
- 国家公務員数の削減・給与カット、天下りの全面禁止、規制緩和による競争促進、公営事業の民営化による「脱官僚」[17]
- 「ひも付き補助金」と地方交付税の廃止による地方への財源移譲および地域主権型道州制の導入による「地域主権」[17]
- 経済成長による雇用創出およびセーフティーネットの構築による「生活重視」[17]
  - 財源に関しては、「埋蔵金は30兆円あり、今後3年間は増税をしない」「その後の恒久財源については要検討」としている。
- 「アジアの中の日本」を重視した外交を目指しており、ODAの戦略的運用や温室効果ガスの削減目標を、1990年比で2020年に25%減、2050年には80%減と設定している。
- 永住外国人に対する地方選挙権付与（外国人参政権）には反対の立場をとっている[66]。

「小さな政府」路線を政策の基本とし、上記の通り規制緩和による競争促進や公営事業の民営化、地方分権、経済の対外開放などの政策を掲げており、代表の渡辺喜美は小泉改革の柱の一つだった公務員制度改革を「中途半端だったから、改革を徹底してやる」と構造改革の目玉としている。
雇用対策に関しては、
- 非正規を含む全ての労働者への雇用保険の適用
- 解雇ルールを法律で明確化、同一労働同一賃金の実現
- 経済成長に伴う最低賃金の段階的な引き上げ

といった政策の実現を目指している。また、
- 低所得者層への「給付付き税額控除方式」の導入
- 生活保護の「母子加算」の復活
- 高額所得者に対する所得税・相続税などの課税強化
- 基礎年金や生活保護を統合した「ミニマムインカム」の導入

など、所得再分配政策を打ち出している。加えて日銀法改正で貨幣への介入を唱えている
同党の経済政策については、財政政策では上記のアジェンダのように減税と歳出拡大を同時に提唱する一方、金融政策では日銀法改正により、
- 雇用最大化を日銀の金融政策の目的にする
- デフレ傾向のいまインフレターゲット政策を導入し、目標は中央政府が決定し日銀に指示することにより物価を計画的に押し上げる
- 日銀総裁と副総裁の解任権を政府に与える

といった、インフレ目標を定めた中央政府による景気管理政策（総需要管理政策）と日銀の独立性縮小の路線を提唱している。
農政
- TPPの参加
- 農地法の廃止
- 株式会社の参入
- 米の先物市場の創設
- 農業委員会を外部の第三者で当該委員会の過半数を構成
- 戸別所得補償
- 減反政策の段階的廃止
- 農地の大規模化

上記を実施し尊農開国を元に海外への輸出の強化
エネルギー政策
- 電力の自由化
- 電源三法交付金の見直し
- 新エネルギーや省エネに係る技術開発・実用化促進
- 原子力発電の新規増設の停止
- 核燃料サイクル計画の凍結
- ガソリン税を廃止し・環境税に一元化

上記を実施し電力の安定化・脱原発依存
財政
- 特別会計・独立行政法人・特殊法人の廃止・民営化
- 政府保有株式の売却
- 給付付き税額控除の創設
- 納税者番号で税と社会保障の一元化

上記を実施し増税を回避する
選挙・政治
- 一人一票比例代表制
- 政治家個人への企業・団体献金の禁止
- 衆議院議員300人、参議院議員は100人。
- 参議院は都道府県知事等、地方を代表する議席枠を創設
- 憲法改正時に衆参統合による一院制を実現
- 国家戦略局の設置し政治任用として政治家、民間人等を100人以上登用。
- 内閣人事局を設置し人事の一元化
- 行政監督推進庁を設置し内閣府や内閣官房の下部組織である郵政民営化推進室、規制改革会議、行政改革推進本部などの業務を一元化する。

上記を実施し無駄の削減・汚職の撲滅する
経済・金融
- 規制緩和
- FTA・EPAの推進
- 円の国際化
- アジア通貨基金の創設
- 法人税の減税・租税特別措置の見直し
- 日本の規格を国際規格に
- 研究開発減税
- 日銀法の改正

上記を実施しデフレ脱却、名目4%以上の経済成長を実現する
教育
- 道徳教育の教科化
- 愛国心・郷土愛を育む
- 教員の政治活動を全面禁止
- 海外留学生の拡大
- 高校、専門学校、大学等の高等教育への奨学金制度の拡充

上記を実施し世界に通用する人材を育成
行政改革（公務員・地方公務員）
- 労働基本権を付与し、身分保障の廃止
- 刑事罰や個人賠償の導入
- 天下りの禁止

上記を実施し無駄を無くし、働き甲斐のある環境にする
医療・福祉
- 医療費を対GDP比10%を超える程度まで引き上げ
- 医師数を人口千人あたり3人に増やす
- 後期高齢者医療制度と介護保険制度の統合
- 被用者保険と国民健康保険の統合
- 療養病床削減計画の凍結

上記を実施し命が最優先される社会の実現する
年金
- 年金制度の一元化
- 納付履歴と将来の給付額を明記
- 歳入庁の創設

上記を実施し安全で安心の社会を作る
少子化対策
- 幼稚園・保育園の一元化
- 子育てしながら働ける環境づくり
- 不妊治療費の助成拡大
- 小児緊急医療体制の拡充

上記を実施し多様な子育てが出来る社会を作る
地方分権
- 道州制導入と地方出先機関の廃止
- ひも付き補助金・地方交付税を廃止
- 消費税を地方に

上記を実施し自立した地域を作る
外交・安全保障
- ODA等で海外資源国との外交強化
- 日米安保体制の強化、思いやり予算の見直し
- 自衛権の行使、テロ・ミサイル等新しい多様な脅威に対し備える
- 自衛隊の海外派遣を定める法律の制定
- 海賊対策・平和活動・災害救助・人道、復興支援を中心に積極的に参画
- 国連安全保障理事会(国連安保理)の常任理事国入りを目指す

上記を実施し我が国の国民と国土を守り地球規模の課題にも積極的な役割を果たす
その他
- IT行政の一元化・あらゆる分野での積極利用
- 特区の創設
- 憲法改正
- 2012年11月27日よりFacebook公式ページを刷新しソーシャルメディアを活用する方針を打ち出した[70]。また全ての議員にiPad miniを配布すると発表したが、12月4日の衆院選公示には間に合わなかった[71]。

## 組織

### 代表
代表の選出は、所属国会議員による選挙によって行う。任期は就任から3年後の9月末日までであり、重ねて就任することができる（党規約7条）。
第2代の代表であった浅尾慶一郎は、途中で辞任した渡辺喜美初代代表の任期を引き継いだため、本来の任期は2015年9月までであった。

### 党務執行機関
党規約12条に基づく党務執行機関として、次のものが置かれている。
| 選挙対策委員長 | 佐藤正夫   |
| 総務委員長     | 薬師寺道代 |
| 財務委員長     | 中西健治   |
| 組織委員長     | 佐藤正夫   |
| 広報委員長     | 松田公太   |
| 国民運動委員長 | 松沢成文   |
| 女性局長       | 行田邦子   |
| 青年局長       | 和田政宗   |

### 特別機関
党規約19条および20条に基づく特別機関として、次のものが置かれている。
| 最高顧問   | （空席） |
| 倫理委員長 | 三谷英弘 |

### 歴代の役員表
役員会は、代表、幹事長、政策調査会長、国会対策委員長、参議院役員から構成される（党規約6条）。
| 代表       | 幹事長     | 政策調査会長 | 国会対策 委員長 | 参議院 国会対策 委員長 | 最高顧問 | 就任年月  |
| ---------- | ---------- | ------------ | --------------- | ---------------------- | -------- | --------- |
| 渡辺喜美   | 江田憲司   | 浅尾慶一郎   | 山内康一        |                        |          | 2009年9月 |
| 渡辺喜美   | 江田憲司   | 浅尾慶一郎   | 山内康一        | 水野賢一               | 江口克彦 | 2010年7月 |
| 渡辺喜美   | 浅尾慶一郎 | 水野賢一     | 山内康一        | 水野賢一               | 江口克彦 | 2013年8月 |
| 浅尾慶一郎 | 水野賢一   | 中西健治     | 山内康一        | 松田公太               | （空席） | 2014年4月 |

※なお、結党時は役職名を「パートナー」としていた。
| 代 | 氏名       | 在職期間              |
| -- | ---------- | --------------------- |
| 1  | 渡辺喜美   | 2009年9月- 2014年4月  |
| 2  | 浅尾慶一郎 | 2014年4月- 2014年11月 |

### 党員
党の政策に賛同する18歳以上の日本国民は、所定額の党費を納入すれば入党することができる。「一般党員」と「ネット党員」の二種類の党員制度が設けられているが、どちらも同等の党員資格を有する。
- 一般党員（党費は年額2000円）
  - 入党時に党のロゴマークを象ったオリジナル・ピンバッジが与えられる。党広報誌は郵送される。
- ネット党員（党費は年額1000円）
  - 党広報誌はPDFファイルの形式で配布される。メールマガジンの送付がある。

党員数は一般には公表されていない。政治資金収支報告書に掲載された党費納入者数の推移は以下の通りである。
- 2010年 - 14,083人[72]
- 2011年 - 9,203人[73]
- 2012年 - 12,067人

### 出版物
毎月5日頃に「みんなのかわら版」と題した党の広報紙を公式サイト上に公開している。

### その他
- 党規約5条に両院議員総会長の職務に関する記述があるが、設置する旨の定めがない。
- 2009年12月に入党した川田龍平は入党理由として「みんなの党には党議拘束がない」ことを挙げていたが[75]、2011年3月に党の方針に反して子ども手当つなぎ法案に賛成票を投じた寺田典城が役職停止6カ月の処分を受けている[76]。

### 地方組織の形成
2009年さいたま市長選挙で国民運動体 日本の夜明け（後のみんなの党）推薦、民主党埼玉県連の支持を受けた清水勇人（後の埼玉改援隊代表）が当選した。2009年11月8日の葛飾区議会議員選挙で1議席を獲得し、2010年2月の町田市議会議員選挙でも推薦1名を含む2議席を獲得し6月には民主党からの離党を表明していた神奈川県議3名(民主党神奈川県議団元団長の田中肇と岩本一夫、塩坂源一郎)が入党した。また、同年5月30日投票の愛知県大治町長選で、単独推薦した元プロ野球選手・岩本好広が、現職と新人に勝利し初当選。単独の推薦候補が市町村長選で当選したのは初めてだった。同年9月7日、無所属だった枚方市議3名が入党し、西日本の地方議会で初めての単独交渉会派を結成。2010年12月の茨城県議会議員選挙では、みんなの党は2人が全国初の県議当選を果たした。2012年栃木県那須塩原市長選挙では阿久津憲二がみんなの党系市長として県内で初めて当選した。その後も、奈良県香芝市長選挙にみんなの党推薦候補が当選するなど積極的に擁立している。
2011年の統一地方選挙では、都道府県議会議員は41人、政令指定都市議会議員は40人が当選し、栃木県議会では第2会派、神奈川県議会では第3会派、横浜市会では第4会派になった。その後も、福島県議会議員選挙では公認1人、推薦1人が、宮城県議会議員選挙では公認2人が当選し、仙台市議会議員選挙では公認4人が当選している。
また地方議会で会派を組む際、会派名に「みんなの党」または「みんな」の文言を入れる規定があった。

#### 解党後の地方組織
みんなの党はかねてから各地の地方議会で、公認した候補者が当選後や会期中に会派を離脱したり分裂する例が相次いでいたほか、結いの党結党に際しては多数の地方議会議員がこれに応じて参加した（#党運営・野党再編を巡る党内対立の激化も参照）。解党に際して、地方組織に関する事項は党本部から全く何も通達や指示がなかったとされる。党解散時点で残存していた各地のみんなの党会派や地方組織はそれぞれ解消・あるいは会派名称を変更して活動していた。とくに渡辺喜美前代表に近い地方議員らは会派名に「闘う改革の会」を入れて活動、解党時の代表だった浅尾慶一郎に近い議員は「みんなの改革」（後述）に参加したが、第18回統一地方選挙以降はその多くが姿を消した。また、無所属となっても会派名にみんなの党を残したまま活動している例もあった。以下に数例を挙げる。
- 東京都議会会派「みんなの党Tokyo」は、「かがやけTokyo」(4名)に名称変更した[78]。このうち上田令子都議は会派での活動と並行して地域政党「自由を守る会」を設立した[79]。また、音喜多駿都議は会派での活動と並行して日本を元気にする会の設立に参加した。2017年1月に会派名を「都民ファーストの会　東京都議団」に改めるが上田・音喜多両都議はその9か月後に同会を離党し再び会派「かがやけTokyo」を立ち上げている[80]。2019年7月の参院選で、同会派所属だった塩村文夏（立憲民主党）と音喜多駿（日本維新の会公認、あたらしい党代表）が、いずれも東京都選挙区で初当選した[81]。
- 神奈川県議会会派「みんなの党神奈川県議会議員団」(10名)は、「県友会」に会派名称を変更した[82]。
- 横浜市会会派「みんなの党横浜市議団」(4名)は、会派名を「みんなの横浜」として活動していた。
- 江戸川区議会で民主党・旧日本維新の会と組んでいた統一会派「民主・みんな・維新」（うちみんなの党公認当選者2名）は、維新分党による中津川将照の次世代の党入り、維新の党籍の田中けんの会派離脱と重なって「民主党・改革クラブ」に会派名称を変更した[83][84]。
- 大阪府議会で大阪維新の会と組んでいた統一会派（うちみんなの党籍1名）「大阪維新の会・みんなの党　都構想推進大阪府議会議員団」は、旧みんな所属府議が無党籍になり、「大阪維新の会都構想推進大阪府議会議員団」に会派名称が変更された[85]。
- 参議院会派「日本を元気にする会・無所属会」に参加する行田邦子参議院議員は埼玉県内の旧みんなの党所属地方議会議員や予定候補者らとともに政治団体「未来の埼玉を創る会」を設立した[86]。あくまでみんなの党OB有志による勉強会、選挙における相互支援の会という位置づけ。

##### 闘う改革の会
- 2014年12月1日、 市川市議会議員の石崎英幸を中心とした千葉県内の旧みんなの党所属一部地方議員らは、渡辺喜美を顧問に地域政党「闘う改革の会千葉」を結成した[87][10]。第18回統一地方選挙では千葉県内で5人の候補者を擁立した[88] が、全員が落選した。その後石崎は2017年11月の市川市議補選、2019年の市議選にも無所属で立候補したが落選し、2021年の第49回衆議院議員総選挙では新党やまと公認で立候補したが、落選した。2021年12月1日に休眠状態にあった「闘う改革の会千葉」の「有志の会」への名称変更が届け出られた[89]。石崎は2023年の市川市議選では国民民主党から立候補し、返り咲いた。
- 東京都では、深江一之江戸川区議会議員を代表として「闘う改革の会東京」が設立。杉並区議会と調布市議会では会派「みんなの党」(いずれも1名会派)が、「闘う改革の会」に名称変更した[90][91]。しかし、2015年の統一地方選ではいずれも議席を失った。その後「闘う改革の会東京」は代表者を溝口晃一（大田区議会議員候補、落選）に変更[92]。(後に溝口は「情報公開おおた」を結成し、2019年参院選では東京都選挙区からオリーブの木公認候補として出馬したが、落選。)また、大田区議会では湯本良太郎区議が闘う改革の会の名称を使用していたが、2018年11月12日に自民党会派に合流し、会派を解散した[93]。2022年3月31日に政治団体「闘う改革の会東京」の解散が届け出られた[94]。
- 大阪府では2013年の参院選に出馬していた安座間肇が「闘う改革の会大阪」を設立。2015年大阪府議会議員選挙（池田市選挙区）に候補者を擁立、自身も池田市議選に出馬したが、いずれも最下位で惨敗し[95][96]、2015年4月30日に解散した[97]。
- 広島県廿日市議会議員の山本一臣が広島県内の支援者らを集め、地域政党「闘う改革の会広島」を設立した[98]。2017年12月31日に解散[99]。

##### みんなの改革
元代表の浅尾慶一郎は2015年1月に「神奈川みんなの改革」を設立、浅尾が代表に、みんなの党で政調会長を務めた中西健治参議院議員が代表代行に就任した。浅尾は「宮城、埼玉、東京、千葉の（旧みんなの）地方議員からも受け皿をつくってほしいとの声が寄せられている。神奈川が先行モデルをつくり、それを横に展開したい」と表明。これに呼応する形で翌月には元みんなの党選対委員長の佐藤正夫元衆議院議員が「みんなの改革福岡」を、塩村文夏東京都議が「東京みんなの改革」を、千葉県習志野市議2名が「習志野みんなの改革」を設立した。しかし、第18回統一地方選挙では地盤である神奈川でも県議5人、横浜市議3人の立候補者に対し、当選者は各1名ずつに留まり、福岡、習志野では全員が落選 する惨敗となった。以後、神奈川みんなの改革（後に「みんなの改革」に改称）は活動の実態が事実上無くなり、程なくホームページも閉鎖された。
その後2015年12月4日にみんなの改革福岡が、同15日に習志野みんなの改革が解散。塩村はその後も都議会の一人会派として「東京みんなの改革」の名称を使用していたが、任期満了前の2017年7月20日に東京みんなの改革を解散 させ、民進党に移籍。浅尾は自民党に入党する意向を示し、浅尾の入党が了承される直前の2017年9月20日に正式に（神奈川）みんなの改革を解散した。

##### みんなの党 (政治団体)
みんなの党解党後、渡辺喜美は自身が代表を務める政治団体「みんなの党」の設立を東京都選挙管理委員会に届け出たが、休眠状態が続いた。2018年末に事務所所在地を栃木県那須塩原市に移転し、2019年1月、渡辺は「統一地方選挙に出る候補を応援する形で、みんなの党を復興していきたい」との意向を表明し、同年の第19回統一地方選挙に同政治団体から候補者を擁立する考えを示した。統一地方選の結果を見て、参院選での候補者擁立も検討し、将来は国政で復活を目指すとし、公式ウェブサイトで候補者公募も行った。
2019年1月27日には、愛知県田原市議会議員選挙（定数18）に政治団体みんなの党から立候補していた農場経営者の岡本重明が21人中16位で当選（1302票）した。岡本は翌月、任期開始に際し「みんなの党田原市議団」（一人会派）の結成を届け出た。同年4月の第19回統一地方選挙では関東地方や愛知県の市区議会議員選挙に計7名の公認候補を擁立した が、当選したのは現職の今井勝巳栃木県矢板市議会議員のみであった。同年7月の参院選には候補者を擁立しなかった。
2021年3月28日には、広島県山県郡安芸太田町議会議員選挙（定数12）に政治団体みんなの党から立候補していた小田康治が16人中16位で落選（81票）した。小田は2013年に解党前のみんなの党公認で同町議選に立候補し落選。2017年には無所属で同町議選に立候補し落選していた。
2021年7月4日執行の2021年東京都議会議員選挙においては、足立区選挙区（定数6）より新人松丸恭子を擁立したが、11人中10位で落選（3924票）した。
2022年3月27日には、愛知県東海市議会議員選挙（定数22）に政治団体みんなの党愛知から立候補していた馬場晃弘が28人中28位で落選（258票）した。
2022年6月21日、代表の渡辺は翌日に公示が迫っていた第26回参議院議員通常選挙への立候補を断念し、政界から引退すると表明。「第三極を作るもくろみは終了した。最後までご尽力くださった皆さまに感謝申し上げる」と自身のフェイスブック上で表明した。
2023年1月29日、愛知県田原市議会議員選挙（定数18）において政治団体みんなの党愛知から立候補していた現職の岡本重明が21人中16位で再選（1193.898票）。同年4月の第20回統一地方選挙では、現職の今井勝巳矢板市議が立候補せず引退。5月21日投開票の足立区議会議員選挙では元職の松丸誠を公認で擁立したが、落選した。
2024年5月15日、政治団体の解散を届け出た。

## 党勢の推移

### 衆議院
| 選挙         | 当選/候補者 | 定数 | 得票数（得票率）   | 得票数（得票率）   | 備考                            |
| 選挙         | 当選/候補者 | 定数 | 選挙区             | 比例代表           | 備考                            |
| ------------ | ----------- | ---- | ------------------ | ------------------ | ------------------------------- |
| （結党時）   | 4/-         | 480  |                    |                    | 解散後のため正確には0。下記参照 |
| 第45回総選挙 | 5/15        | 480  | 615,244（0.87%）   | 3,005,199（4.27%） | その後3名入党                   |
| 第46回総選挙 | 18/69       | 480  | 2,807,244（4.71%） | 5,245,586（8.72%） | その後10名離党                  |

- みんなの党結成は衆議院解散後なので、形式的には結成時の所属衆議院議員は0。ここでは結成に参加した前職衆議院議員の人数を議席数とした。

### 参議院
| 選挙           | 当選/候補者 | 非改選 | 定数 | 得票数（得票率）    | 得票数（得票率）    | 備考                                                    |
| 選挙           | 当選/候補者 | 非改選 | 定数 | 選挙区              | 比例代表            | 備考                                                    |
| -------------- | ----------- | ------ | ---- | ------------------- | ------------------- | ------------------------------------------------------- |
| （結党時）     | 1/-         |        | 242  |                     |                     | その後1名失職、1名入党                                  |
| 第22回通常選挙 | 10/44       | 1      | 242  | 5,977,391（10.24%） | 7,943,649（13.59%） | その後2名入党                                           |
| 第23回通常選挙 | 8/34        | 10     | 242  | 4,159,961（7.84%）  | 4,755,160（8.93%）  | その後7名離党、比例当選の離党者1名死亡により繰上当選1名 |

### 所属国会議員
※2014年9月14日現在、衆議院議員8名、参議院議員12名だった。
| 衆議院議員             | 衆議院議員                   | 衆議院議員                 | 衆議院議員                    | 衆議院議員                 |
| ---------------------- | ---------------------------- | -------------------------- | ----------------------------- | -------------------------- |
| 渡辺喜美 栃木3区、衆6  | 浅尾慶一郎 神奈川4区、衆2参2 | 山内康一 比例北関東、衆3   | 柏倉祐司 比例北関東、衆1      | 中島克仁 比例南関東、衆1   |
| 三谷英弘 比例東京、衆1 | 杉本和巳 比例東海、衆2       | 佐藤正夫 比例九州、衆1     |                               |                            |
| 参議院議員             |                              |                            |                               |                            |
| 2016年改選             | 水野賢一 千葉選挙区、衆4参1  | 中西健治 神奈川選挙区、参1 | 松田公太 東京選挙区、参1      | 山田太郎 比例代表、参1     |
| 2016年改選             | 田中茂 比例代表、参1         |                            |                               |                            |
| 2019年改選             | 和田政宗 宮城選挙区、参1     | 行田邦子 埼玉選挙区、参2   | 松沢成文 神奈川選挙区、衆3参1 | 薬師寺道代 愛知選挙区、参1 |
| 2019年改選             | 山口和之 比例代表、衆1参1    | 渡辺美知太郎 比例代表、参1 | 井上義行 比例代表、参1        |                            |

### 地方政治
2013年12月31日時点（総務省調べ）
- 地方議員：287人
  - 都道府県議会：50人
  - 市議会：175人
  - 特別区議会：42人
  - 町村議会：20人
- 政党支部数:332（2013年現在）

### 政党収入額
各年の政治資金収支報告書の記載に基づく。
- 2010年 - 11億4726万4988円[72]
- 2011年 - 11億5353万9091円[73]
- 2012年 - 14億0914万1980円

### 政党交付金
- 2009年 - 1億1353万7000円
- 2010年 - 6億7578万0000円
- 2011年 - 11億1630万4000円
- 2012年 - 11億1829万9000円
- 2013年 - 20億2768万7000円

### みんなの解散党後の動向
※解散時の所属国会議員数20名（衆議院議員8名、参議院議員12名）
解散時衆議院議員
無所属→自由民主党へ
- 浅尾慶一郎（2017年衆院選落選、2021年衆院選落選、2022年参院選当選）
- 三谷英弘（2014年衆院選落選、2017年衆院選比例復活当選、2021年衆院選比例復活当選）

無所属→おおさか維新の会→日本維新の会へ
- 渡辺喜美（→無所属、2014年衆院選落選）→日本維新の会→2016年参院選当選→無所属→みんなの党（会派））（2022年政界引退）
- 杉本和巳（2014年衆院選落選、2017年衆院選比例復活当選、2021年衆院選比例復活当選）

無所属へ
- 佐藤正夫（→みんなの改革福岡）（2014年衆院選落選）

民主党→民進党
- 山内康一（→（旧）立憲民主党→立憲民主党）（2014年衆院選落選、2017年衆院選比例復活当選、2021年衆院選落選）
- 柏倉祐司（→（旧）希望の党→日本維新の会）（2014年衆院選落選、2017年衆院選落選、2021年衆院選落選）
- 中島克仁（→無所属→社会保障を立て直す国民会議（院内会派）→立憲民主党）（2014年衆院選当選、2017年衆院選当選、2021年衆院選比例復活当選）

解散時参議院議員
日本を元気にする会・無所属会へ
- 松田公太（2016年政界引退）
- 井上義行（→無所属→自由民主党）（2019年参院選落選、2022年参院選当選）
- 山田太郎（→おおさか維新の会→無所属→2016年参院選落選）→自由民主党（2019年参院選比例当選）
- 山口和之（→日本維新の会）（2019年参院選落選、2022年参院選落選）
- 田中茂　※政党には参加せず（→無所属自民党会派）（2016年参院選出馬せず）
- 行田邦子　※政党には参加せず（→（旧）希望の党→希望の党→離党→自由民主党入党）（2019年参院選出馬せず）

無所属クラブ（院内会派）へ
- 中西健治（→自由民主党）（2016年参院選当選、2021年衆院選当選）
- 渡辺美知太郎（→無所属自民党会派）（2019年議員辞職、那須塩原市長）
- 水野賢一（→民進党）（2016年参院選落選）
- 薬師寺道代（→自民党）（2019年参院選出馬せず）

次世代の党へ
- 和田政宗（→日本のこころを大切にする党→無所属→自由民主党）（2019年参院選比例当選）
- 松沢成文（→無所属→（旧）希望の党→希望の党→日本維新の会→無所属→日本維新の会）（2019年参院選当選、横浜市長選落選、2022年参院選当選）

## みんなの党 (会派)
2019年7月30日、参議院の新たな会派「みんなの党」（代表・渡辺喜美）を2人で結成することを発表。当初のメンバーは、無所属の渡辺喜美と「NHKから国民を守る党」党首の立花孝志の2名であった。同年10月10日に立花が参院埼玉選挙区の補欠選挙に立候補し失職したため一時的に会派は解消されたが、繰り上げ当選した「NHKから国民を守る党」の濱田聡と渡辺喜美で10月23日に会派を再結成している。
略称は「みん」。
会派は議会内のグループで、国会では慣例として、国会議員2人以上が集まってその院の議長に届ければ結成でき、委員会での質問時間が配分され、立法事務費が支給される。
みんなの党（会派）では、議案については話し合うものの、議決については拘束を掛けないとしている。
渡辺は2022年7月10日に行われた第26回参議院議員通常選挙に出馬せず政界を引退。旧「NHKから国民を守る党」から複数回の改名を重ねた後のNHK党は2022年7月27日、第26回参議院議員通常選挙でNHK党から当選したガーシー（東谷義和）と同党の浜田聡との2人で会派「NHK党」を結成し参議院に届け出、これにより会派「みんなの党」は消滅した。